# Bring It On: Fight to the Finish
Bring It On: Fight to the Finish (bra: As Apimentadas: Ainda Mais Apimentadas; prt: Tudo por Elas: Lutar Até ao Fim)  é uma filme estadunidense de 2009, do gênero comédia, dirigido por Bille Woodruff.
Estrelado por Christina Milian, é o quinto filme da série Bring It On.
O filme foi lançado diretamente em vídeo em 1 de setembro de 2009, pela Universal Studios.

## Sinopse
Lina Cruz (Christina Milian) é uma garota que lidera um talentoso grupo de cheerleaders e sonha em ganhar o campeonato oficial das líderes de torcida. Tudo parecia perfeito, até que um dia seu mundo vira de ponta cabeça. Sua mãe decide se casar novamente e, por conta desta decisão, Lina acaba se mudando para Malibu. Chegando lá, ela se depara com um novo lar, uma nova família, nova escola e um grupo de garotas loucas por animação.

## Elenco
- Christina Milian é Catalina "Lina" Cruz
- Rachele Brooke Smith é Avery Whitbourne Avery
- Cody Longo é Evan Whitbourne
- Laura Cerón é Isabel Cruz
- Mike Burns é Sea Lion
- Holland Roden é Sky
- Nikki SooHoo é Christina
- Gabrielle Dennis é Treyvonetta
- David Starzyk é Henry
- Shaylene Benson é Sea Lion/Dancer
- Marty Dew é Dream Team Dancer
- Vanessa Born é Gloria
- Brittany Carson é Whitney
- Meagan Holder é Kayla
- Stefán Mávi é Gangster
- Brandon Gonzales é Victor
- Inna Swann é a Mãe da Gloria

## Trilha Sonora
- I Gotta Get to You - Christina Milian
- Popular - The Veronicas
- Just Dance - Lady GaGa
- Whine Up - Kat DeLuna (com Elephant Man)
- Whoa Oh! (Me vs. Everyone) - Forever The Sickest Kids
- Footwurkin' - Keke Palmer
- Corazon (You're Not Alone) - Prima J
- Lean Like A Cholo - Down
- Rock Like Us - Kottonmouth Kings
- Turn The Light Out - Mark McLaughin
- Ya Mama Ya Mama - Alabina com Ishtar & Los Ninos de la Sara)
- Burn / Famous / Drop It Hot - Misty
- Hyphyton - Freddy Chingaz, Mr. Kee, Trucho G, G-Brotherz
- I'm A Control Freak - Mia Falls
- The Whistle Song - DJ Aligator
- Dale / Fuerte Fuerte / Boom - L.A. Rouge
- La Negrita - Latin Soul Syndicate
- Candy Swirl - Montana Tucker
- Happy / Tonight - Secrets in Stereo
- Jamba - Anjulie
- Boy Hunter - Skye Sweetnam (com Ak'Sent)
- Latinos Go Dumb - Freddy Chingaz, Mr. Kee, Jimmy Roses
- You Got It - Cheryl Yie (com Makena)
- It's On - Superchick
- Pull You In - Natalie Poole
- R U Ready - Club Ibiza
- We Are The Dream Team - Daniel Curtis Lee
- Party People - Altar (com Jeanie Tracy)
- Oh Oh Here We Go - Mayra